# George Alfred Mitchell
George Alfred Mitchell (* 18. Februar 1889 in den Vereinigten Staaten; † 16. April 1980 in Pasadena, Los Angeles County, Kalifornien, Vereinigte Staaten) war ein US-amerikanischer Erfinder und Filmschaffender, der 1953 für seine Leistungen im Kamerabereich mit einem Ehrenoscar ausgezeichnet wurde.

## Biografie
Mitchell, der um 1900 in Tennessee lebte, bekam bereits als kleiner Junge seine erste einfache Kamera. Daraus entwickelte sich seine Interesse für alles, was mit Fotografieren im Zusammenhang stand. Auch während seiner Lehre als Maschinenschlosser experimentierte er weiter und entwickelte Fotos für Postkarten in einer von ihm improvisierten Dunkelkammer im Badezimmer des Hauses. Während seiner Zeit beim United States Army Signal Corps verschlug es ihn 1907 nach Alaska. Dort erhielt er wegen seiner früheren Erfahrungen Fotoaufträge. Nachdem Mitchell seinen Militärdienst 1911 beendet hatte, ging er nach Kalifornien. Dort arbeitete er als Mechaniker bei der Frese Optical Company in Los Angeles, einer Firma, die hauptsächlich mit der Wartung und Reparatur von Vermessungsgeräten beschäftigt war. Die Filmindustrie nahm in dieser Zeit ihre Anfänge in und um Los Angeles. Da die Kameraausrüstung von Zeit zu Zeit überholt werden musste, wurde die Firma Frese zum Zentrum dieser Arbeiten.
Seinerzeit waren Kameras noch schwer zu bekommen, die meisten der Geräte kamen nicht aus den USA und waren demzufolge auch nicht durch US-Patente geschützt. Mitchell wurde vom Chef der Firma Frese damit beauftragt Kopien von Pathe und Williamson, zwei der beliebtesten Kamera-Modelle, zu erstellen. Mitchell baute mehrere dieser Kameras originalgetreu nach. Seine Liebe zur Fotografie trat bei dieser Arbeit wieder in den Vordergrund, sodass er beschloss, sobald sich eine Gelegenheit bieten sollte, in die Filmindustrie zu wechseln. Um 1916 wurde Mitchell von Universal Pictures damit beauftragt, deren Kamera-Service-Dienst zu übernehmen. Gesamtleiter des Universal Photographic Departments and Laboratory war zu der Zeit John M. Nickolaus, bekannt als Mr. Nick. Auch William „Daddy“ Paley, einer der ersten amerikanischen Kameramänner, arbeitete zu dieser Zeit dort. Er avancierte später zum Ehrenmitglied der American Society of Cinematographers. Sein neuer Job brachte Mitchell mit vielen Kameramännern in Kontakt, was dazu beitrug, dass er immer geschickter darin wurde, auftretende Probleme mit Kameras zu lösen.
In den Jahren 1917 und 1918 war Mitchell als zweiter Kameramann an Serien für Universal beteiligt und filmte auch für Wochenschauen. Als bei Universal wegen einer Grippeepidemie Stillstand eintrat, wurde Mitchell von seinem alten Arbeitgeber Frese gebeten, dort wieder als Instrumentenbauer tätig zu sein. Seine erste Aufgabe bestand darin, eine Filmkamera für Farbfotografie zu verändern. 1919 gründete er zusammen mit Henry F. Boeger die National Motion Picture Repair Co., die später den Namen Mitchell Camera Corporation trug. Ihre erste Kamera war die eingekaufte patentierte Konstruktion von John E. Leonard aus dem Jahre 1917, die ab 1920 als Mitchell Standard bekannt wurde. Im Oktober 1920 hatte Mitchell ein Arbeitsmodell für eine neue Kamera fertiggestellt, die nun getestet werden sollte. Dem Einfluss seines Freundes Charles G. Rosher und der Zustimmung von Mary Pickford hatte er es zu verdanken, dass der Prototyp seiner Kamera als dritte Kamera in Pickfords Spielfilm The Love Light eingesetzt wurde. Die Tauglichkeit seiner Kamera konnte damit unter Beweis gestellt werden.
Da Mitchell Patente auf seinen Namen besaß, gab ihm Henry F. Boeger, ein pensionierter Holzfäller und neuer Inhaber der Kamerafirma, ein Sechstel der Firma und machte ihn zum Chefdesigner. Den Namen des Unternehmens änderte er in „Mitchell Camera Corporation“. Die neue Mitchell-Kamera erfuhr Anerkennung sowohl von Kameraleuten als auch von Produzenten in Hollywood. Charles J. Van Enger war einer der ersten, der mit der ihr arbeitete, ebenso Arthur C. Miller, Sol Polito und René Guissart.
In der Folgezeit verbesserte Mitchell seine Kamera weiter, er stattete sie beispielsweise mit einer Hochgeschwindigkeitsbewegung aus. Auch als der sich langsam ausbreitende Tonfilm für die Kameras durch die Lautstärke der Bewegung zum Problem wurde, konnte Mitchell damit punkten, dass seine Kamera die leiseste war, sodass sie zur bevorzugten Kamera für Tonfilme wurde. Mitchell stellte sich der neuen Herausforderung dennoch und gestaltete sein Standardmodell neu. Um das Problem Kamerarauschen in den Griff zu bekommen, begann Mitchell damit, eine neue Kamera zu entwickeln. Mit dem Modell Blimped News Camera (BNC) konnte er die Geräusche auf ein Minimum reduzieren. Dem Modell war kein schneller Erfolg beschieden, da sich das Land in den 1930er-Jahren in einer wirtschaftlichen Depression befand. Die ersten beiden Modelle wurden an Samuel Goldwyn Productions verkauft, wo Gregg Toland die Kamera 1939 für den Film Sturmhöhe zum Einsatz brachte, was ihm einen Oscar einbrachte. Toland setzte diese Kamera auch im Orson-Welles-Film Citizen Kane ein. BNC-Kameras kamen auch bei Sergei Michailowitsch Eisensteins Film Iwan der Schreckliche zum Einsatz. Seit 1945 findet Mitchells Kamera auf der ganzen Welt Verwendung.
Im März 1934 verließ Mitchell die Firma, an der er beteiligt war. William Fox veranlasste ihn 1944, in das Unternehmen zurückzukehren. Die Fabrik wurde von West-Hollywood nach Glendale verlegt und stark vergrößert. In den späten 1950er-Jahren führte das Unternehmen die Mitchell Reflex-3-mm-Kamera ein, die weiter verbessert und unter der Bezeichnung „Mitchell System 35“ ein Begriff wurde.
1953 wurde Mitchell von der Academy of Motion Picture Arts and Sciences ein Ehrenoscar überreicht mit der Begründung: „George Alfred Mitchell für den Entwurf und die Entwicklung der Kamera, die seinen Namen trägt und für seine anhaltende und dominante Präsenz auf dem Gebiet der Kinematographie.“
Mitchell war Ehrenmitglied der American Society of Cinematographers (AMPAS), der höchsten Auszeichnung dieser Branche. Für seine Beiträge zur Kinematographie erhielt er 1966 den ASC Milestone Award.

## Auszeichnungen
- 1939, 1966, 1968: Oscar für technische Errungenschaften an die Mitchell Camera Company
- Oscarverleihung 1953: Ehrenoscar für seine Leistungen im Kamerabereich
- 1966: ASC Milestone Award
- Ehrenmitglied der AMPAS